# Banco de Soto
El Banco de Soto fue una institución bancaria española.

## Antecedentes
Durante el siglo XIX y comienzos del XX en España, fueron muy numerosos los comerciantes que compatibilizaban sus negocios con otras actividades que se podrían llamar parabancarias, como, por ejemplo, prestando dinero y pagando giros.
Un caso típico de este tipo de comerciantes-banqueros fue el de Benito de Soto Linares, nacido el 17 de marzo de 1852 y residente en Chantada (Lugo-España). Benito de Soto poseía un comercio de los llamados mixtos (venta de tejidos, de artículos de mercería etc.) y, a la vez, intermediaba en la compraventa de fincas, cobraba efectos de comercio, pagaba giros y prestaba dinero a vecinos de la comarca de Chantada (Lugo). Llegó a ser corresponsal del propio Banco de España. También fue representante de la Compañía Trasatlántica, empresa relacionada con el transporte marítimo de emigrantes a América.
Al fallecer Benito de Soto en 1914, su esposa Amadora Lemos y sus hijos, para seguir los negocios, formaron una Comunidad de Bienes, que giraba con el nombre de Viuda de Benito de Soto.
En el año 1925 asumió la dirección de los negocios Antonio de Soto Lemos (hijo de Benito de Soto) hasta su fallecimiento en 1931, año en el que se hicieron cargo dos de los restantes hijos varones: Jesús y José de Soto Lemos, los cuales continuaron con la administración del Banco hasta su fusión con el Banco de Vigo el 31 de diciembre de 1973.

## Creación del Banco de Soto S.A.
El 7 de junio de 1964, tras la autorización del Ministerio de Hacienda y al amparo de la Ley de 1962, la familia Soto creó el Banco de Soto S.A. para continuar los negocios bancarios que hasta entonces venían realizando bajo el nombre de Viuda de Benito de Soto.

## Venta del Banco de Soto S.A.
En 1969, los miembros de la familia De Soto que eran accionistas del Banco de Soto decidieron vender sus acciones al Grupo del Banco Popular Español S.A., venta que se llevó a cabo el 16 de noviembre de dicho año. Los depósitos de clientes contabilizados en el Ribadeo y Monterroso del Banco de Soto sumaban entonces 164 millones de pesetas. Además de la oficina de Chantada tenía abiertas sucursales en Ribadeo y Monterroso, las tres en la provincia de Lugo.
El precio convenido por la compra del Banco de Soto fue de 164 millones de pesetas, o sea, algo más del 1000% del capital social que en aquel momento era de 15 millones de pesetas.
El interés en la compra de este Banco por parte del Banco Popular Español no fue otro que el de conseguir capacidad de expansión en Galicia, ya que las normas de entonces favorecían en este aspecto a los bancos locales y regionales dentro de sus ámbitos geográficos.

## Evolución posterior del Banco de Soto S.A.
El 8 de junio de 1971 en Junta Universal se acordó cambiar el nombre de Banco de Soto por el de Banco de Lugo S.A. y trasladar el domicilio social a la ciudad de Lugo.
El 14 de julio de 1973 las Juntas Generales del Banco de Lugo y del Banco de Vigo acordaron su fusión. El Banco de Lugo aportó en bloque todo su activo y todo su pasivo. Dicha absorción se hizo efectiva el 31 de diciembre de 1973. El banco resultante tomó el nombre de Banco de Galicia S.A.
El Banco de Lugo en el momento de la fusión contabilizaba depósitos de clientes por 715,3 millones de pesetas. El beneficio obtenido durante el último año de actividad como Banco de Lugo fue de 1.678.000 pesetas.